# Coopération policière internationale
La coopération policière internationale est apparue afin de faire face à l’augmentation de la criminalité organisée internationale, bien que certaines formes aient existé dès le XIXe siècle. La coopération entre les corps policiers de différents pays passe autant par des réseaux formels (Interpol, Europol, Francopol, partage de banque de données, traité d’entraide judiciaire, partage de renseignements, etc.) qu’informels, et dépend de la qualité de ceux-ci. Elle peut prendre quatre formes. 

## Entraide judiciaire internationale
L’entraide judiciaire internationale correspond à la coopération entre les corps de police de différents pays dans le cadre d’enquête dépassant les frontières des États. Elle s’effectue généralement à travers la formulation d’une demande officielle par un magistrat du pays demandeur à travers le réseau diplomatique formel afin d’obtenir des preuves dans une enquête débordant des frontières nationales. L’entraide judiciaire internationale se fait au nom du principe de la courtoisie internationale et judiciaire, et passe par quatre principaux mécanismes.

### Coopération entre services policiers
La coopération entre les services policiers passe par les réseaux formels. Elle peut prendre deux formes. Il peut s’agir de rapports bilatéraux entre deux corps policiers rendus possibles par la présence d’attachés de liaison. La coopération entre services policiers peut aussi passer par certaines organisations internationales (Interpol, Europol).

### Commissions rogatoires
Les commissions rogatoires correspondent à la demande par le tribunal d’un pays de l’aide officielle d’un tribunal d’un autre pays. Cela implique généralement le déplacement des enquêteurs du pays demandeur dans le pays hôte, soutenus par les policiers locaux.

### Entraide juridique en matière pénale
L’entraide juridique en matière pénale est mise en place à travers un traité d'assistance judiciaire mutuelle entre deux pays. Cet accord donne aux tribunaux des pouvoirs coercitifs permettant d’obtenir des preuves au nom de l’autre pays. Ce type de traité nomme une entité centrale responsable de la coordination et du traitement des demandes, ce qui favorise la coopération entre les tribunaux.

### Enquête internationale
Les enquêtes internationales sont menées par plusieurs policiers provenant de pays différents et portent sur une même source de criminalité. Ce type d’enquête est surtout présent en cas de criminalité transfrontalière, là où des traités favorisant la collaboration policière sont en place.

## Échange de renseignements
L’échange de renseignements entre les corps policiers peut passer par les réseaux formels ou informels. Dans le premier cas, il s’agit principalement du transfert d’information à travers Interpol ou des bases de données électroniques. En ce qui a trait aux réseaux informels, il s’agit plutôt d’échanges entre les membres de corps policiers ou des services de renseignement au niveau national ou international. Ce type de réseau est particulièrement important étant donné son efficacité, puisqu’il n’est pas ralenti par l’institutionnalisation et la bureaucratisation des réseaux formels.

## Opérations internationales de paix

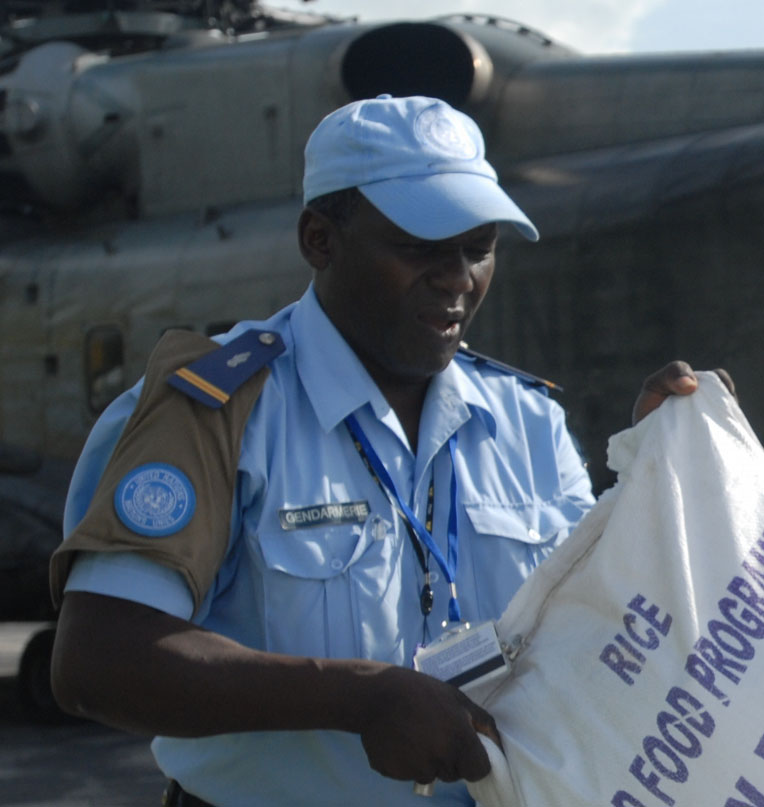
Policier haïtien sous l'égide de l'ONU

Les opérations de maintien de la paix constituent une autre forme de coopération policière internationale. Depuis le début des années 1990, des policiers de nombreux pays sont impliqués dans ce type de missions dirigées par l’Organisation des Nations unies. Ces opérations internationales comprenant une dimension policière (UNPOL) vise à rétablir la paix, maintenir la stabilité et reconstruire les institutions des États afin de consolider la paix. Ces policiers sont intégrés aux missions de paix en tant qu’agent de la paix et conseiller technique dans la reconstruction des forces de l’ordre, et plus largement dans la réforme des secteurs de sécurité.

## Coopération technique
La coopération technique entre les corps de police favorise le partage des meilleures pratiques policières au niveau national ou international. Cela est entre autres rendu possible par la présence d’attachés de liaison auprès des États ou des services de police. Bien que ceux-ci s’occupent principalement de la coopération judiciaire, ils jouent également un rôle important en matière de coopération technique. 
| Pays       | Organisation                    | Nombre d’attachés de liaison | Nombre de bureaux |
| ---------- | ------------------------------- | ---------------------------- | ----------------- |
| Canada     | Gendarmerie royale du Canada    | 36                           | 26                |
| États-Unis | Federal Bureau of Investigation | 165                          | 75                |
| États-Unis | Drug Enforcement Administration | -                            | 87                |
| France     | SCTIP                           | 243                          | 100               |
| Australie  | Australian Federal Police       | 83                           | 27                |

En matière de formation policière, la France a mis en place le Service de coopération technique internationale de police (SCTIP). Ce dernier est responsable de la formation de policiers étrangers au sein des académies de police françaises et de l’envoi d’experts à l’étranger. 
Dans la même lignée, le FBI, offre une formation de 10 semaines à des policiers étrangers, choisis parmi l’élite de leur corps policier respectif. Cette formation est offerte à l’académie de police de Quantico.
Plusieurs organisations multilatérales favorisent aussi la coopération technique, comme Francopol et l’Association internationale des chefs de police (IACP).